# Ansfrido
Ansfrido, o Ansfrit (... – post 698), è stato un duca longobardo, duca del Friuli dal 695 circa al 698.
Insediato nel castello di Ragogna, intorno al 695 si impadronì del ducato spodestando Rodoaldo, in quel momento non presente a Cividale, senza il consenso di re Cuniperto il quale, tuttavia, parve in un primo momento tollerare l'avvicendamento di Cividale.  Da lì a poco, però, Ansfrido mosse dal Friuli per impadronirsi anche del trono di Cuniperto (698). Catturato a Verona, fu condotto al cospetto del re che gli comminò la pena dell'accecamento e lo esiliò.
Gli successe Adone.